# Ctenoplusia dargei
Ctenoplusia dargei är en fjärilsart som beskrevs av Claude Dufay 1972. Ctenoplusia dargei ingår i släktet Ctenoplusia och familjen nattflyn. Inga underarter finns listade i Catalogue of Life.